# Xenocyon
Xenocyon es un subgénero extinto del género Canis, mamíferos placentarios de la familia Canidae, orden de los carnívoros. Su tamaño era similar al del lobo actual y, al igual que este, se alimentaba de grandes herbívoros. 

## Origen y evolución
Surgió en Eurasia a finales del Plioceno. Se le considera el antepasado del perro salvaje africano (Lycaon pictus), del perro jaro (Cuon alpinus) y posiblemente del extinto cuón sardo (Cynotherium sardous).

## Taxonomía
Xenocyon suele ser considerado como un subgénero de Canis, por lo que sus especies suelen ser mencionadas como Canis (Xenocyon) spp. Algunos autores lo adscriben sin embargo al género Lycaon.

### Subgénero deCanis
Xenocyon se propone como un subgénero de Canis llamado Canis (Xenocyon). Se propuso que como parte de este subgénero, el grupo llamado Canis (Xenocyon) ex gr. falconeri (ex gr. que significa "del grupo incluido") incluiría todos los grandes cánidos hipercarnívoros que habitaron el Viejo Mundo durante el Plioceno tardío - Pleistoceno temprano: Canis (Xenocyon) africanus en África, Canis (Xenocyon) antonii en Asia y Canis (Xenocyon) falconeri en Europa. Además, estos tres podrían considerarse variaciones geográficas extremas dentro de un taxón. Este grupo era hipercanívoro, tenía un tamaño corporal grande que es comparable con las poblaciones del norte del lobo gris moderno (Canis lupus) y se caracteriza por un neurocráneo corto en relación con el tamaño de su cráneo.

### Subgénero deLycaon
La condición ancestral de los cánidos es tener cinco dedos en las extremidades anteriores, pero en el Pleistoceno temprano este linaje lo había reducido a cuatro, que también es un rasgo característico del perro salvaje africano moderno (Lycaon pictus). El perro salvaje africano no se puede identificar positivamente en el registro fósil de África oriental hasta el Pleistoceno medio, y es difícil identificar el fósil de Lycaon más antiguo porque es difícil distinguirlo de Canis (Xenocyon) africanus. Algunos autores consideran a Canis (Xenocyon) lycaonoides como ancestrales de los géneros Lycaon y Cuon. Por lo tanto, se propuso que todo el grupo Canis (Xenocyon) debería reclasificarse en el género Lycaon. Esto formaría tres cronoespecies: Lycaon falconeri durante el Plioceno tardío de Eurasia, Lycaon lycaonoides durante el Pleistoceno medio temprano de Eurasia y África y Lycaon pictus desde el Pleistoceno medio tardío hasta el presente.

### Subespecies
Hasta la fecha se han encontrado cuatro especies pertenecientes a este subgénero:
- Xenocyon antonii (Canis (Xenocyon) antonii)† - De finales del Plioceno y comienzos del Pleistoceno. En Asia.
- Xenocyon africanus (Canis (Xenocyon) africanus)† - De finales del Plioceno y comienzos del Pleistoceno. En África.
- Xenocyon falconeri (Canis (Xenocyon) falconeri)† - De finales del Plioceno y comienzos del Pleistoceno. En Europa.
- Xenocyon lycaonoides (Canis (Xenocyon) lycaonoides)† - De la primera mitad del Pleistoceno. En Europa.